# Tegelberg
Le Tegelberg est un sommet des Alpes, à 1 881 m d'altitude, dans les Alpes d'Ammergau, en Allemagne (Bavière).